# Димерська волость
Димерська волость — адміністративно-територіальна одиниця Київського повіту Київської губернії.
Станом на 1900 рік складалася з 23 поселень, серед них 1 містечко, 15 сіл, 6 хуторів та 1 єврейська колонія.
Населення — 17529 осіб (8683 чоловічої статі та 8846 — жіночої).
|                     | Площа, десятин | У тому числі орної, десятин |
| ------------------- | -------------- | --------------------------- |
| Сільських громад    | 14428 1/4      | 13613                       |
| Приватної власності | 41757 1/2      |                             |
| Казенної власності  | —              | —                           |
| Іншої власності     | 503 1/4        |                             |
| Загалом             | 56689          | 14423 1/4                   |

Основні поселення волості:
- Містечко Димер — за 40 верст від повітового міста, 3273 особи, 504 двори, православна церква, каплиця, синагога, однокласна Міністерська народна школа, поштово-телеграфна та поштова земська станції, завод свинцевих білил, цегельня, богадільня, 7 кузень, трактир та 8 постоялих дворів.
- Бабинці — за 43 версти від повітового міста, 571 особа, 87 дворів, православна церква, церковно-парафіяльна школа, скляний завод, 2 кузні, смологінний завод, 1 цегельня.
- Глібівка — за 40 верст від повітового міста, 1090 осіб, 180 дворів, православна церква, каплиця, церковно-парафіяльна школа, винокурний завод, водяний млин, кузня.
- Демидів — за 33 версти від повітового міста, 882 особи, 149 дворів, православна церква, церковно-парафіяльна школа, 2 водяних млини, кузня.
- Катюжанка — за 52 версти від повітового міста, 1674 особи, 280 дворів, православна церква, каплиця, церковно-парафіяльна школа, водяний млин, кузня.
- Козаровичі — за 42 версти від повітового міста, 1670 осіб, 382 двори, православна церква, каплиця, церковно-парафіяльна школа, 5 водяних млинів, кузня, цегельня.
- Литвинівка — за 40 верст від повітового міста, 1849 осіб, 307 дворів, православна церква, церковно-парафіяльна школа, водяний млини, вітряк, цегельня, 2 кузні.
- Луб'янка — за 35 верст від повітового міста, 1436 осіб, 249 дворів, православна церква, церковно-парафіяльна школа, лісопильний завод, водяний млини, вітряк, цегельня.
- Ясногородка — за 48 верст від повітового міста, 1191 особа, 215 дворів, православна церква, церковно-парафіяльна школа, школа грамоти, 2 водяних млини.